# Al-Shajara, Syria
Al-Shajara (tiếng Ả Rập: الشجرة, cũng đánh vần là tro-Shajarah) là một thị trấn ở miền nam Syria, một phần hành chính của Tỉnh Daraa, nằm ở phía tây Daraa, ở giữa Cao nguyên Golan và Jordan của Israel. Các địa phương lân cận bao gồm Saham al-Jawlan ở phía đông, Nafia ở phía bắc, Jamla ở phía tây bắc và Bayt Ara ở phía tây nam.

## Lịch sử
Trong sổ đăng ký thuế của Ottoman năm 1596, nó được đặt tại nahiya của Jawlan Sarqi, Qada của Hawran, với tên là Sajara. Nó có dân số 5 hộ gia đình và 2 cử nhân, tất cả đều là người Hồi giáo. Họ đã trả mức thuế cố định 25% cho các sản phẩm nông nghiệp, bao gồm lúa mì, lúa mạch, vụ hè, dê và tổ ong, đồng cỏ mùa đông/đất trồng cỏ, ngoài các khoản thu không thường xuyên; tổng cộng 1.988 akçe.
Theo Cục Thống kê Trung ương Syria, al-Shajara có dân số 6.567 trong cuộc điều tra dân số năm 2004. Đây là trung tâm hành chính của al-Shajara nahiyah (cấp dưới) bao gồm 17 địa phương với dân số kết hợp 34.206 vào năm 2004.
Kể từ tháng 9 năm 2016, al-Shajara được kiểm soát bởi Quân đội ISIL của Khalid ibn al-Walid.
Trong một cuộc tấn công vào túi của ISIS ở miền nam Syria, Lực lượng Vũ trang Syria đã kiểm soát thành trì ISIS cũ này vào tháng 7 năm 2018.